# Genfer Nahostkonferenz
Die Genfer Nahostkonferenz vom 21. Dezember 1973 war eine diplomatische Initiative, die Verhandlungen über die Umsetzung der Resolution 338 des UN-Sicherheitsrates zwischen den Hauptakteuren des Nahostkonfliktes ermöglichen sollte, initiiert durch den amerikanischen Außenminister Henry Kissinger. Beteiligt waren die Außenminister von Jordanien, Ägypten und Israel; der Vorsitz oblag dem UN-Generalsekretär, Beisitzer waren die Vereinigten Staaten und die Sowjetunion. Syrien machte eine Beteiligung der PLO zur Bedingung für die Teilnahme und blieb ebenso wie der Libanon der Konferenz fern, als die Forderung infolge des Widerstands Israels und der Vereinigten Staaten nicht erfüllt wurde.
Die Versammlung endete bereits nach dem ersten Tag und der Verlesung der Eröffnungsreden mit einer Vertagung, hatte aber dennoch nachhaltigere Wirkungen auf die Strukturen des Nahostkonfliktes. Sie etablierte die Vereinigten Staaten nach dem Ende des Vietnam-Kriegs als Hauptvermittler zwischen den Konfliktparteien und schwächte die Position der Sowjetunion. Zudem diente sie als Muster für spätere Konferenzen, insbesondere auch für die Madrider Konferenz von 1991. 
Als direkte Folge des durch die Genfer Nahostkonferenz ausgelösten diplomatischen Prozesses und der Pendeldiplomatie Kissingers wurde 1974 zwischen Syrien und Israel ein Abkommen über einen gegenseitigen Truppenabzug und 1975 zwischen Ägypten und Israel das Interimsabkommen über den Sinai unterzeichnet. Diese Verhandlungskanäle wurden jedoch mit der 1977 durch die infolge von Sadats Israel-Reise ausgelöste neue Dynamik weitestgehend obsolet.